# Rue Jean-Quarré
La rue Jean-Quarré est une voie du 19e arrondissement de Paris, en France.

## Situation et accès
La rue Jean-Quarré est une voie publique située dans le 19e arrondissement de Paris. Elle débute au 12, rue Henri-Ribière et se termine au 21, rue du Docteur-Potain.

## Origine du nom
La rue porte le nom de Jean Quarré (1919-1942), militant communiste et résistant.

## Historique
La voie est créée, en 1976, dans le cadre de l'aménagement de l'îlot de la place des Fêtes sous le nom provisoire de « voie BF/19 » et prend sa dénomination actuelle par un arrêté municipal du 17 février 1978.

## Bâtiments remarquables et lieux de mémoire
La rue accueille le site de la médiathèque James-Baldwin et de la maison des Réfugiés, de l'architecte Philippe Madec.
Le collège public Guillaume-Budé borde aussi la voie.